# 大宮八幡宮 (三木市)
大宮八幡宮（おおみやはちまんぐう）は、兵庫県三木市本町二丁目にある神社。

## 祭神
- 主祭神 - 応神天皇
- 配神 - 国水分神、天照大神、素盞嗚尊、天児屋根命、熊野久須昆命、賀茂別雷神、中筒之男命、津御名方命

## 由緒
この神社の創建年代については不詳であるが、赤松氏の一族別所氏の崇拝を受けた。戦国時代に焼失したが、江戸時代には江戸幕府から朱印状を受けていた。旧社格は郷社。

## 主要建造物

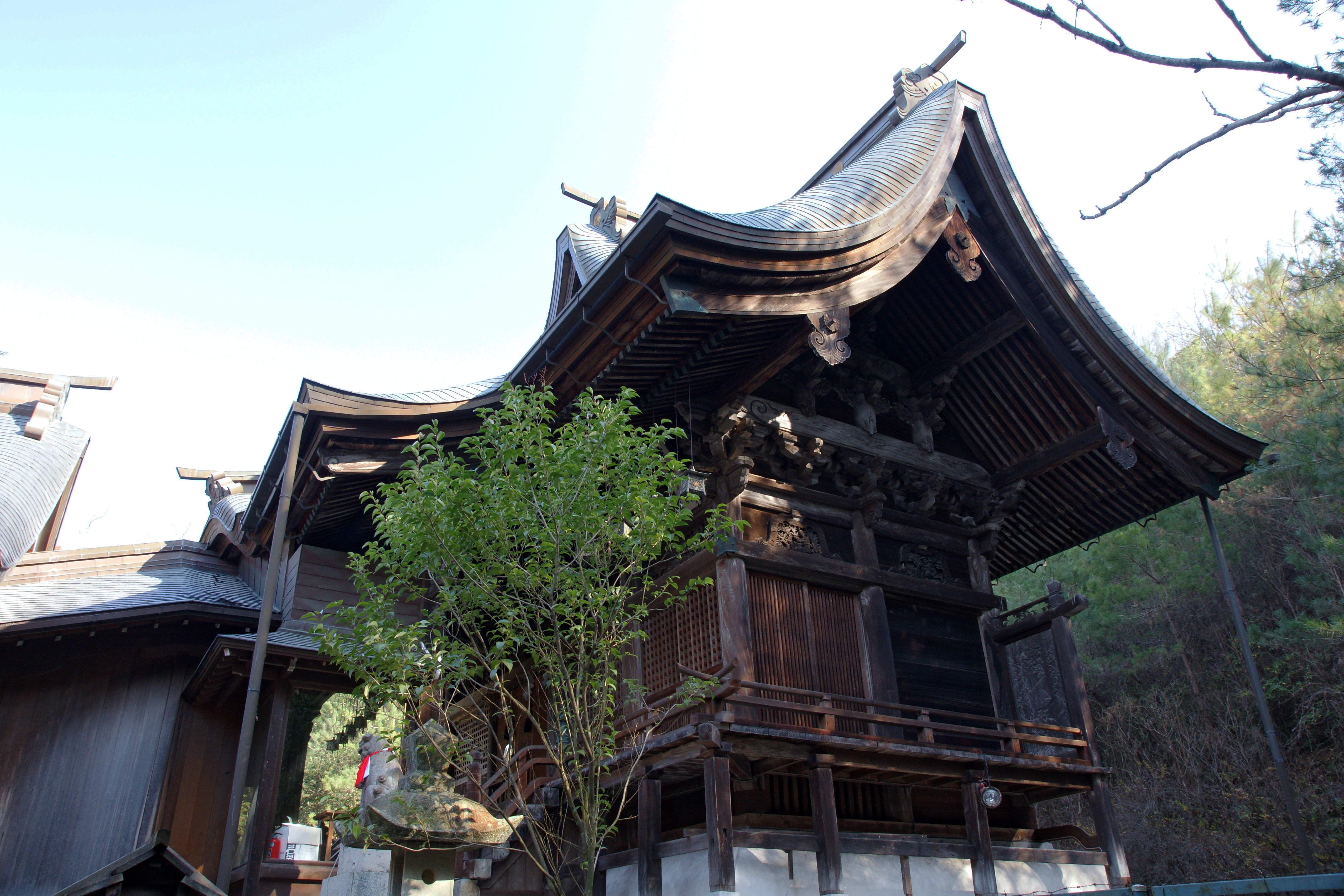
本殿
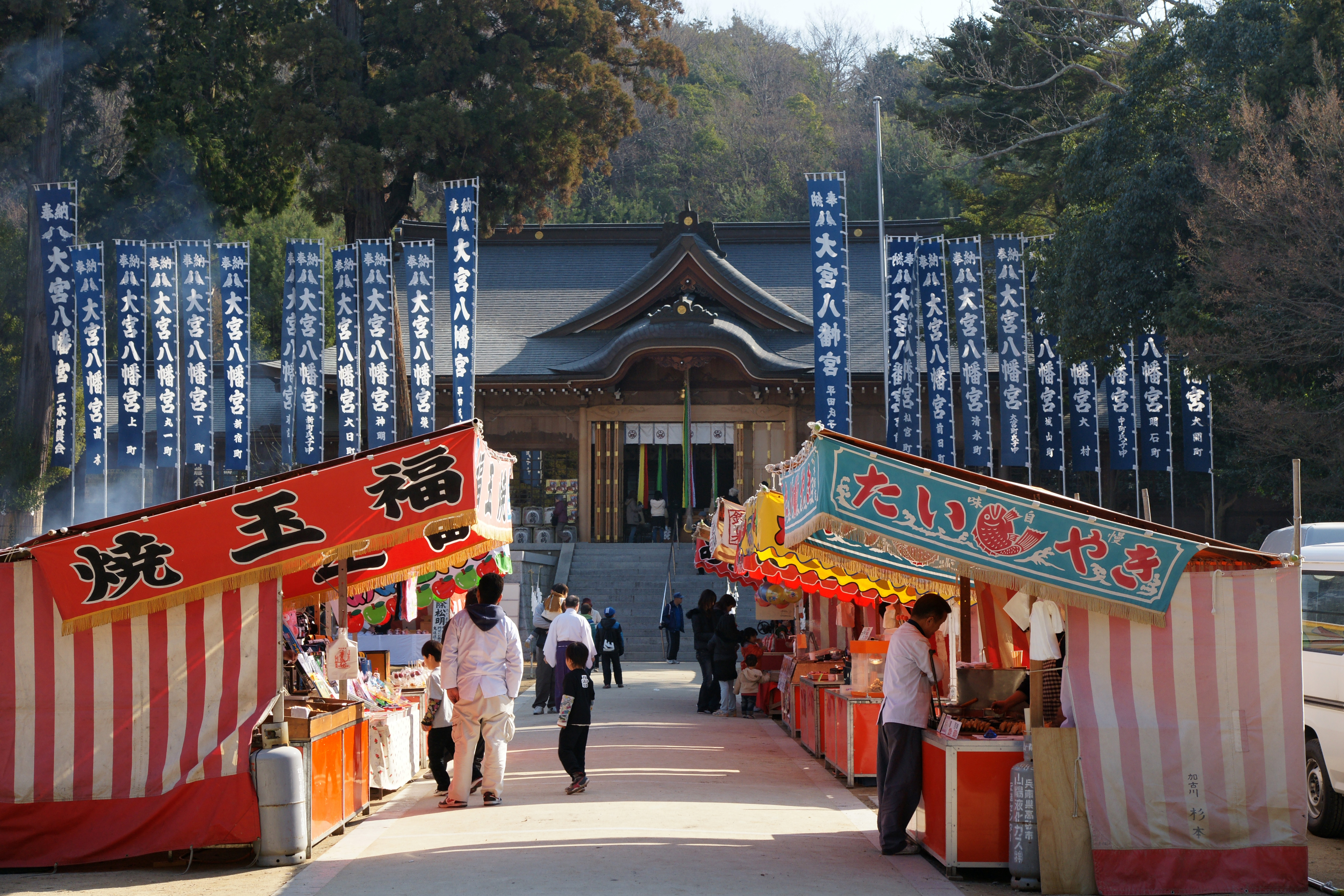
拝殿
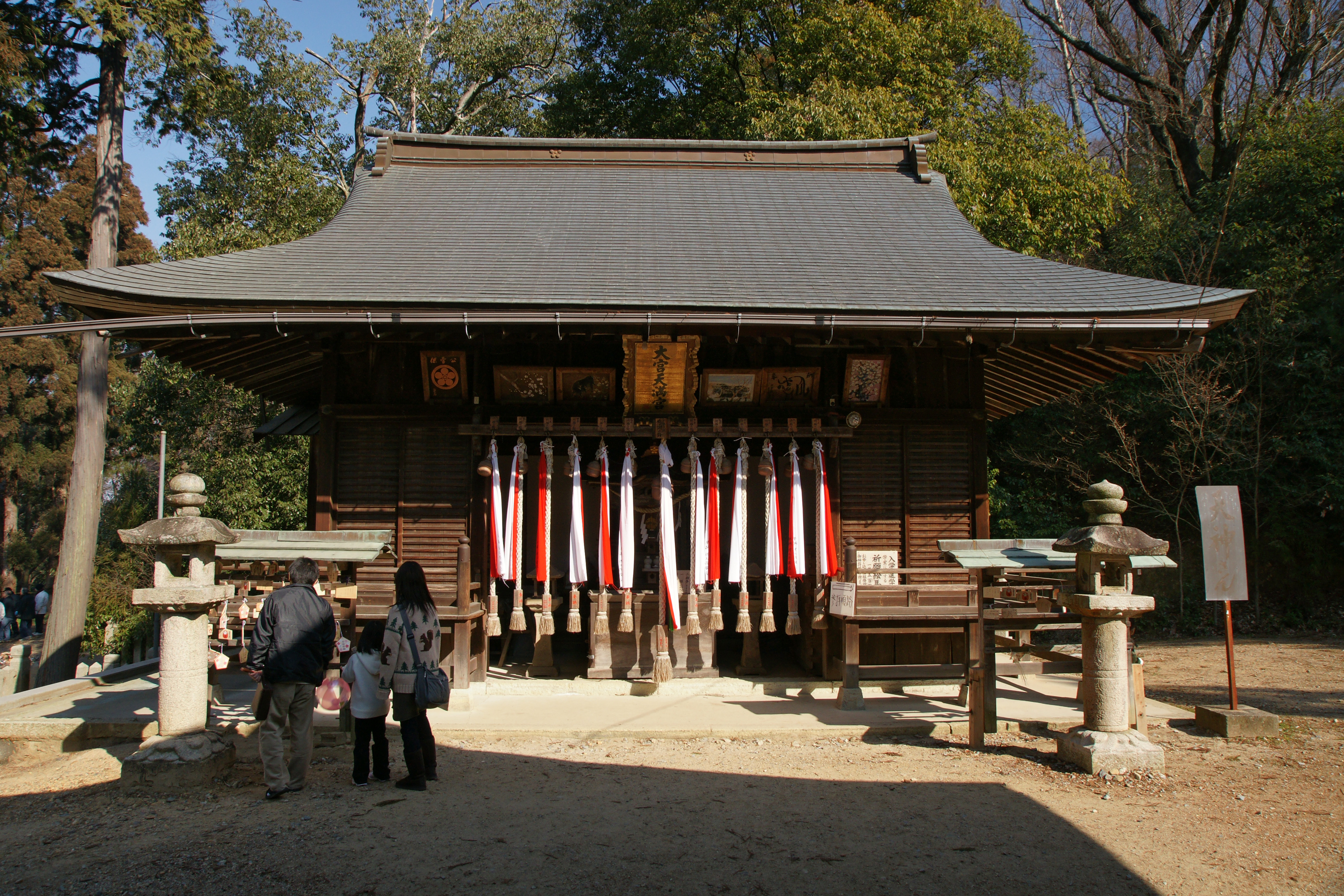
境内摂社
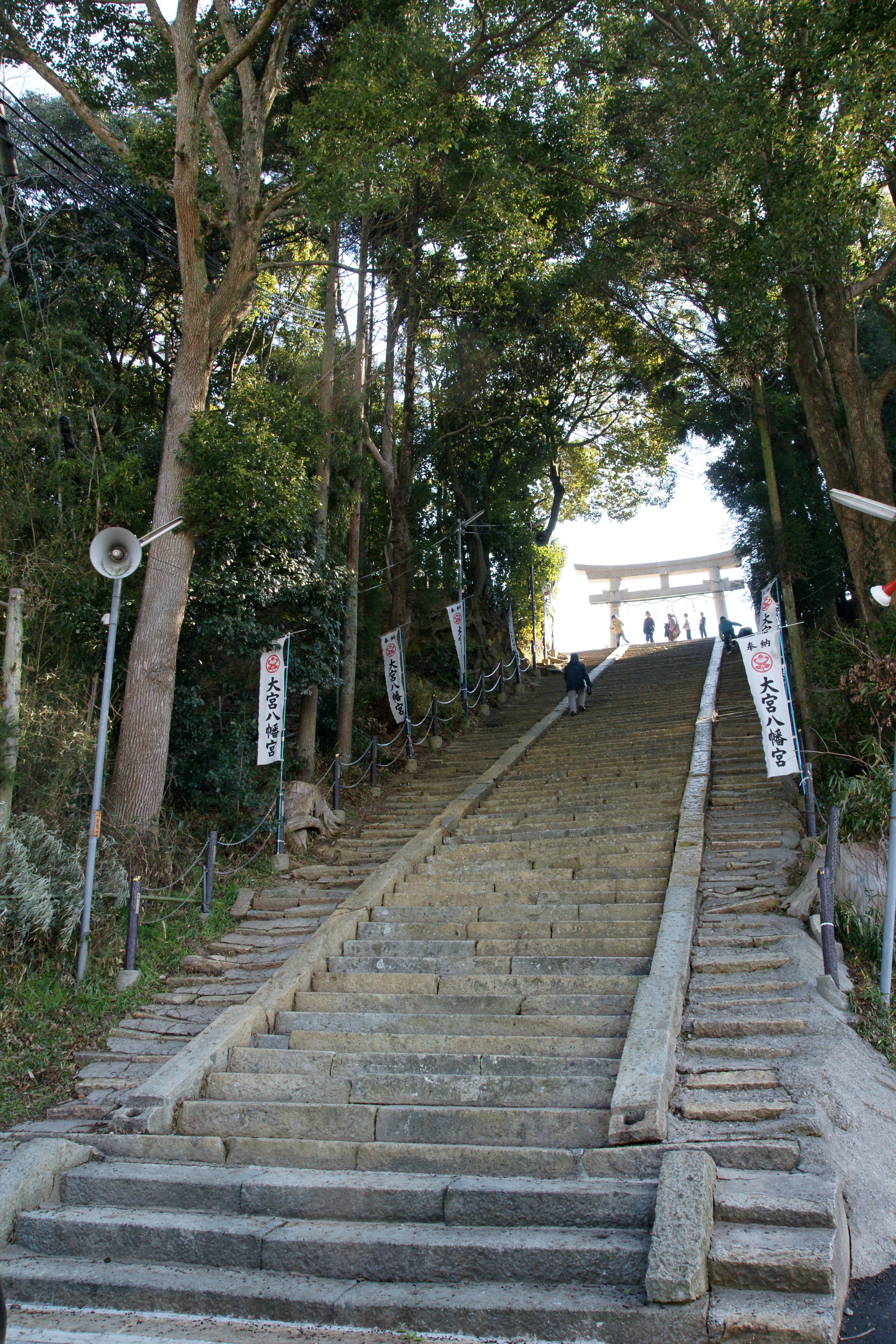
石段
  - 大宮天満宮、尾引稲荷社、伏見稲荷社
- 境内末社
  - 豊玉姫社、祓殿、播東稲荷社、弁財天社
- 境外社
  - 三本松稲荷社、金刀比羅社

- 本殿
- 拝殿
- 大宮天満宮
- 石段

## 行事・祭事

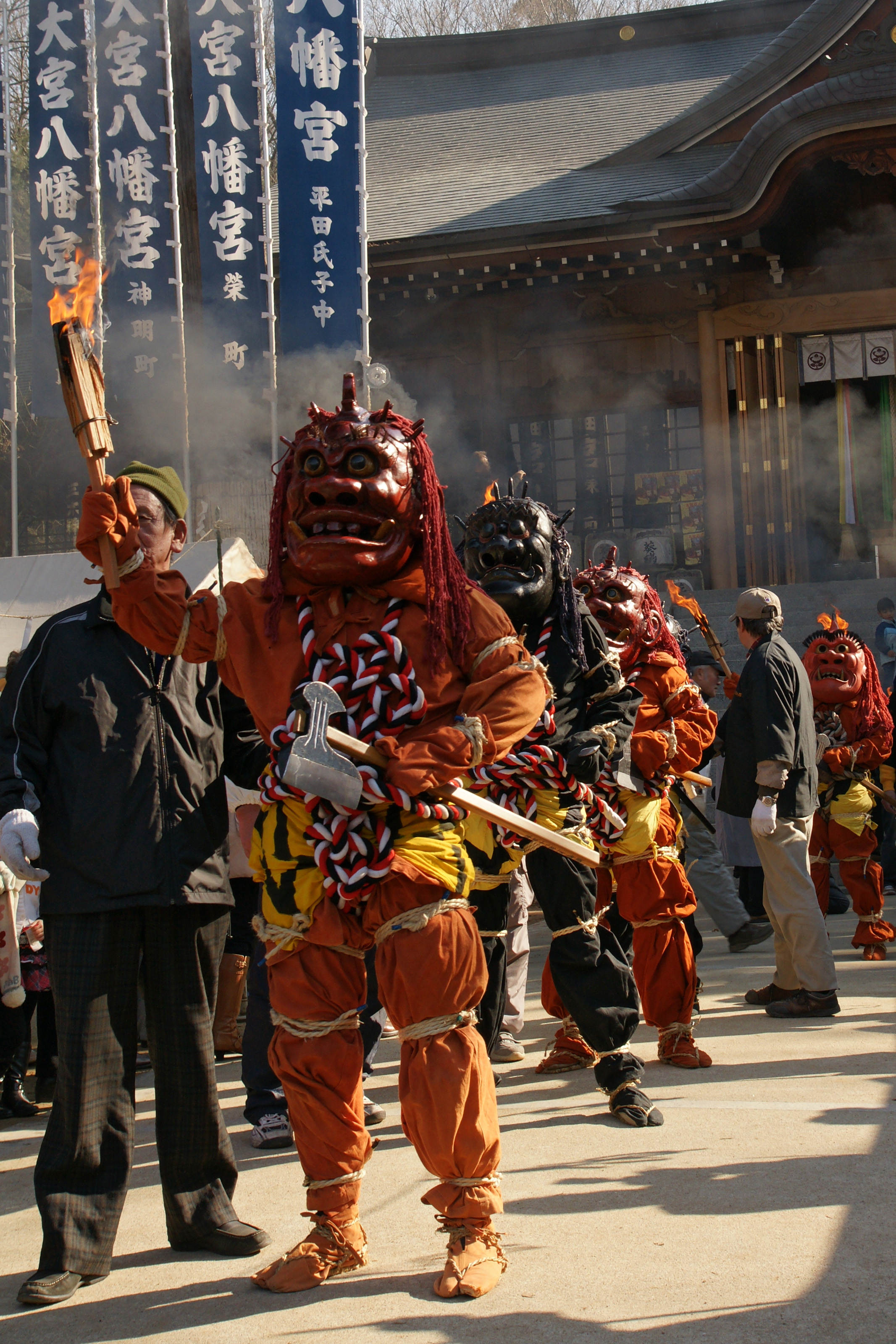
鬼追式

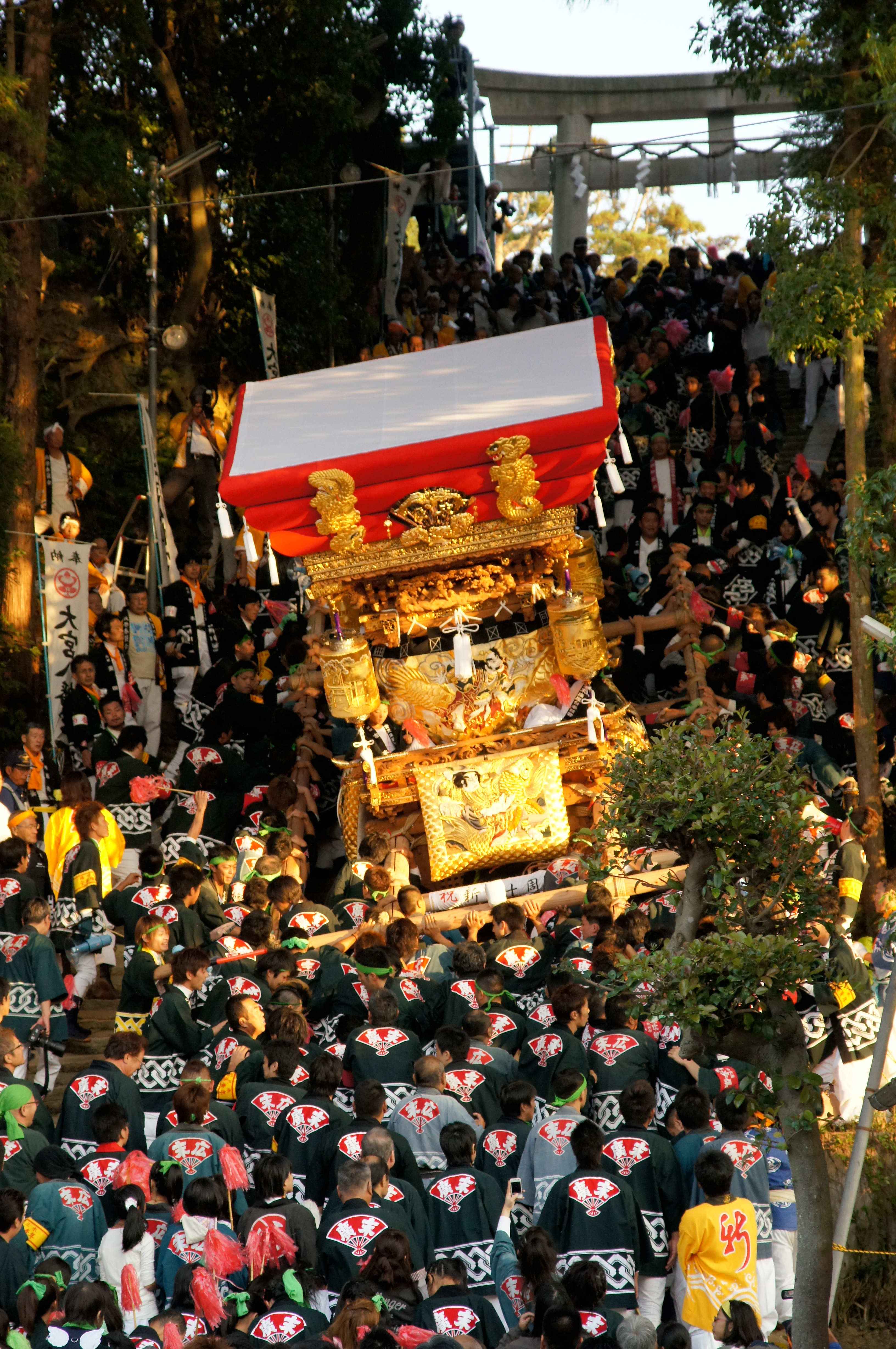
例大祭

- 鬼追式（修正会の追儺式） - 1月第3日曜日
- とんど祭 - 1月15日
- 例大祭 - 10月中旬（体育の日の前の土曜・日曜）

### 例大祭
毎年10月、体育の日の前の土曜日・日曜日に行われるこの神社の例大祭は、播州三大祭のひとつである。各地区の屋台8基が繰り出し、85段の急な石段を登って宮入りする。1トンを超える屋台が石段を登っていく様子は壮観である。なお、大村地区を除く7基の屋台は命綱をつけて宮入、宮出を行うが、大村地区だけは命綱をつけない。また、祭り屋台は、大工・刺繍・木彫・錺金具の伝統的な職人の技が一体となった非常に華麗なものである。
- 宮入順:明石町・新町・全末廣・下町・榮町・高木・平田（昼宮のみ）・大村（昼宮のみ）
- 宮入休止中:城山町（担ぎ手不足のため）

なお、新町屋台は2007年に屋台が焼失し、同年、翌年の屋台巡行は断念となった。新しい屋台蔵は2009年の2月に完成。屋台本体は8月に完成し、9月にお披露目された。また、同年より屋台巡行を再開。

#### 屋台
- 明石町屋台 - 平屋根3段
- 新町屋台 - 反り屋根3段
- 全末広屋台 - 平屋根3段
- 下町屋台 - 反り屋根3段
- 栄町屋台 - 平屋根3段
- 城山町屋台 - 平屋根3段（運行休止中）
- 高木屋台 - 平屋根3段
- 平田屋台 - 平屋根3段
- 大村屋台 - 平屋根3段